# Sam Deroo
Sam Deroo (Beveren, 29 de abril de 1992) es un jugador profesional de voleibol belga, juego de posición receptor/atacante. 

## Palmarés

### Clubes
Supercopa de Bélgica:
- 2010

Copa de Bélgica:
- 2011

Campeonato de Bélgica:
- 2011

Campeonato de Polonia:
- 2016, 2017, 2019
- 2018

Copa de Polonia:
- 2017, 2019

Copa del Emir:
- 2019

Copa de Rusia:
- 2020[2]

### Selección nacional
Liga Europea:
- 2013